# Christian Callisen (Jurist)
Christian Callisen (* 5. April 1742 in Preetz; † 20. Februar 1836 in Glückstadt) war ein deutscher Jurist.

## Leben und Wirken
Christian Callisen war ein Sohn von Johann Leonhard Callisen (* 26. Februar 1695 in Tondern) und der Pastorentochter Christiana, geborene Westhoff (* 16. August 1714 in Bosau; † 22. Juli 1788 in Preetz). Der Vater bewarb sich 1721 um das Diakonat der Preetzer Fleckenskirche und erhielt dabei den Vorzug vor dem später berühmten Theologen Johann Lorenz von Mosheim. 1755 wechselte er als Klosterprediger nach Preetz. Er hatte drei Brüder: Johann Leonhard Callisen, Heinrich Callisen und den Zarpener Pastoren Hans Carl Callisen (* 15. Juni 1752; † 22. Februar 1802).
Im Alter von elf Jahren zog Callisen zu Verwandten nach Lübeck und besuchte das Katharineum. Im 13. Lebensjahr kehrte er nach Preetz zurück. Hier erteilten ihm sein Vater und der Pastor Wolf Christian Matthiae Unterricht. Nachdem der Vater gestorben war, finanzierte ihm Christian Emil von Rantzau-Rastorf ein Studium. 1759 ging er an die Universität Kiel für ein Studium der Rechte. Gemeinsam mit Philipp Gabriel Hensler zog er 1760 nach Göttingen, wo er den Siebenjährigen Krieg erlebte.
Am 10. November 1773 heiratete Callisen die Hamburger Juristentochter Gertrud Sophie Henriette Winckler (* 10. Oktober 1749 in Hamburg; † 17. Dezember 1826 in Glückstadt). Das Ehepaar hatte drei Kinder: neben dem Obergerichtsadvokaten Wilhelm Leonhard Emil (* 5. September 1780; † 25. April 1842) waren dies Christian Friedrich Callisen und Adolf Callisen.
1763 bestand Callisen in Schleswig die Examensprüfung. Danach wohnte er vier Jahre in Neuhaus bei dem Astronomen Friedrich von Hahn und arbeitete als dessen Sekretär. Hier litt er sehr an Einsamkeit und besuchte gelegentlich seinen Bruder Johann Leonhard in Schönberg. Während des Aufenthalts in Neuhaus schrieb er ein Tagebuch, in dem er zumeist religiöse Themen behandelte.
Graf Rantzau riet Callisen, sich für eine Advokatur in Glückstadt zu bewerben. Callisen kam dem Rat 1767 nach und erhielt die Unterstützung des Obersachwalters Wiebel, sodass er nach kurzer Zeit Advokat des Ober- und Untergerichts wurde. Im Rahmen von Prozessen für holsteinische Gemeinden erreichte er früh hohes Ansehen. 1816 wurde er zum Königlich dänischen Justizrat ernannt.
Begleitend zur juristischen Tätigkeit schrieb Callisen. 1769 publizierte er das „Promtuarium juridicum über die in den Schleswig-Holsteinischen Anzeigen von 1750 bis... 1768... enthaltenen... Verordnungen“, das er selbst finanzierte. 1789 und 1798 schrieb er Fortsetzungen hiervon.
Seit 1817 konnte Callisen zunehmend schlecht sehen. Eine Behandlung durch seinen Sohn Adolf scheiterte. Sein Sohn war es auch, der ihm empfahl, eine Autobiografie zu diktieren, die 1827/28 entstand. 
Bei Lebensende war Callisen, der großzügig wohltätige Anliegen unterstützte, sehr vermögend. 1819 richtete er eine Stiftung für die Glückstädter „Gelehrten Schule“ ein, an der seine Söhne gelernt hatten. Die Einrichtung bot mittellosen begabten Kindern Stipendien.